# Nikoteles
Nikoteles (starogrško Νικοτέλης ὁ Κυρηναῖος: Nikotēles hó Kirenaīos), starogrški matematik, * okoli 310 pr. n. št. Kirena, † okoli 230 pr. n. št.
Nikoteles je živel okoli leta 250 pr. n. št. Navajal ga je Apolonij skupaj z Evklidom in Kononom.